# Mosconi Cup 2005
Beim Mosconi Cup 2005 handelt es sich um die zwölfte Auflage eines seit 1994 jährlich stattfindenden 9-Ball-Poolbillardturniers, bei dem ein europäisches Team gegen ein US-amerikanisches Team spielt. 2005 fand er im Studio Ballroom des MGM Grand in Paradise, Nevada (USA) in der Zeit vom 15. bis 18. Dezember statt. Das Team USA gewann mit 11:6, was den zehnten Sieg der Amerikaner bedeutete.

## Teilnehmer
Für das Team Europa spielten:
- Mika Immonen () (Mannschaftskapitän),
- Marcus Chamat ()
- Niels Feijen ()
- Thorsten Hohmann ()
- Raj Hundal ()
- Alex Lely ()

Für das Team USA spielten:
- Johnny Archer (Mannschaftskapitän)
- Jeremy Jones
- Rodney Morris
- Shaun Putnam
- Earl Strickland (als MVP ausgezeichnet.)
- Charlie Williams

## Regeln
- Turnierlänge: Gespielt werden maximal 24 Partien; das Team, das zuerst 13 Partien gewinnt, gewinnt das Turnier. Im Falle eines 12:12, bleibt der Cup beim Titelverteidiger.

- Matchlänge: Der Spielmodus in den einzelnen Matches ist Best of 9, d. h. 5 gewonnene Spiele reichen zum Satzgewinn.

- Wechselbreak: Der erste Anstoß wird ausgespielt, danach stoßen die Spieler oder Teams abwechselnd an, egal wer gewinnt.

- Wechselstoß: in den Teamwettbewerben rotieren die Spieler nach jeden Stoß zum nächsten Spieler der eigenen Mannschaft. Beim Mannschaftswettbewerb bedeutet das zum Beispiel, dass der anstoßende Spieler, versenkt er eine Kugel beim Anstoß, erst wieder bei der sechsten zu spielenden Kugel an den Tisch kommt.

- Zeitbegrenzung des Stoßes: Jeder Spieler hat 30 Sekunden Zeit zur Ausführung seines Stoßes. Beim ersten Stoß nach dem Anstoß gilt diese Regel jedoch nicht, jeder Spieler hat dann unbegrenzt Zeit, sich die Situation auf dem Tisch in Ruhe anzusehen. In jedem Mannschaftswettbewerb haben die Spieler pro Spiel zweimal die Möglichkeit eine Extension, also eine Verlängerung der Zeit um weitere 30 Sekunden pro Stoß zu verlangen. In den Einzelwettbewerben ist diese Extension nur einmal pro Spiel erlaubt. Aufforderungen an den Schiedsrichter, den Spielball zu reinigen oder ein Hilfsgerät herzureichen, gehen von der Zeit ab.

## Ergebnisse
Der Spielplan sah wie folgt aus:
| Spiel | Datum      | Art    | Spieler Europa   | Ergebnis | Spieler USA         | Gesamtstand |
| ----- | ---------- | ------ | ---------------- | -------- | ------------------- | ----------- |
| 01    | 15.12.2005 | Doppel | Hohmann – Feijen | 5 - 1    | Archer – Jones      | 1 - 0       |
| 02    | 15.12.2005 | Einzel | Immonen          | 5 - 2    | Archer              | 2 - 0       |
| 03    | 15.12.2005 | Doppel | Lely – Hundal    | 3 - 5    | Putnam – Williams   | 2 - 1       |
| 04    | 15.12.2005 | Einzel | Feijen           | 3 - 5    | Williams            | 2 - 2       |
| 05    | 15.12.2005 | Doppel | Immonen – Chamat | 4 - 5    | Strickland – Morris | 2 - 3       |
| 06    | 16.12.2005 | Doppel | Hohmann – Feijen | 4 - 5    | Putnam – Williams   | 2 - 4       |
| 07    | 16.12.2005 | Einzel | Hundal           | 5 - 4    | Putnam              | 3 - 4       |
| 08    | 16.12.2005 | Doppel | Immonen – Chamat | 4 - 5    | Archer – Jones      | 3 - 5       |
| 09    | 16.12.2005 | Einzel | Hohmann          | 5 - 4    | Jones               | 4 - 5       |
| 10    | 16.12.2005 | Doppel | Lely – Hundal    | 2 - 5    | Strickland – Morris | 4 - 6       |
| 11    | 17.12.2005 | Doppel | Feijen – Lely    | 5 - 3    | Williams – Putnam   | 5 - 6       |
| 12    | 17.12.2005 | Einzel | Lely             | 4 - 5    | Morris              | 5 - 7       |
| 13    | 17.12.2005 | Doppel | Immonen – Chamat | 2 - 5    | Strickland – Morris | 5 - 8       |
| 14    | 17.12.2005 | Einzel | Chamat           | 2 - 5    | Strickland          | 5 - 9       |
| 15    | 17.12.2005 | Doppel | Hundal – Hohmann | 3 - 5    | Archer – Jones      | 5 - 10      |
| 16    | 18.12.2005 | Einzel | Immonen          | 5 - 4    | Putnam              | 6 - 10      |
| 17    | 18.12.2005 | Einzel | Hohmann          | 4 - 5    | Jones               | 6 - 11      |

Damit verblieb der Mosconi Cup bis zum nächsten Turnier im Dezember 2006 im Besitz des Teams der USA. Der Mosconi Cup 2006 wurde in Rotterdam (Niederlande) ausgetragen.